# Нова (Череповецкий район)
Нова — деревня в Череповецком районе Вологодской области.
Входит в состав Ирдоматского сельского поселения, с точки зрения административно-территориального деления — в Ирдоматский сельсовет.
Расстояние по автодороге до районного центра Череповца — 13 км, до центра муниципального образования Ирдоматки — 7 км. Ближайшие населённые пункты — Ваньгино, Шайма, Шайма.
По переписи 2002 года население — 60 человек (28 мужчин, 32 женщины). Всё население — русские.
На 1912 в деревне Нова Богословской волости Череповецкого уезда Новгородской губернии находился 81 двор, на которых имелось 78 жилых строения. Население составляло 435 человек, из них 220 мужского пола и 215 женского. Основным занятием жителей указано земледелие, дополнительным - ковка гвоздей. В деревне располагались школа грамоты и мелочная лавка.